# Amadeu Fernandes
Amadeu Fernandes da Silva Sobrinho (Recife, 6 marzo 1990) è un giocatore di calcio a 5 brasiliano naturalizzato azero.

## Carriera
Già campione sudamericano con la Nazionale under 20 del Brasile, Amadeu ha in seguito optato per rappresentare l'Azerbaigian con cui ha disputato due edizioni del campionato europeo.